# Sofer
Uzasadnienie:  tożsamy temat

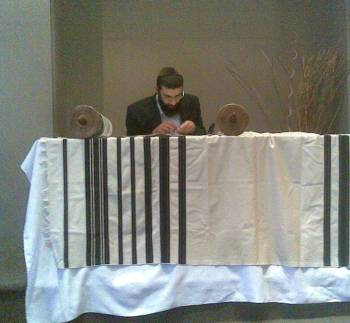
Sofer nad zwojem Tory

Sofer (hebr. ‏סופר‎) – w czasach biblijnych „uczony w Piśmie”; współcześnie żyd pełniący funkcję skryby, uprawnionego do przepisywania świętych pism (sefer Tora, megilot); także wypisujący mezuzy, tefilin, gety i ketuby. Pergamin lub zwój przepisany przez sofera staje się czysty (koszerny). Przed napisaniem tetragramu JHWH sofer miał obowiązek odbyć rytualną kąpiel w mykwie.
Sofer jest często mistrzem kaligrafii hebrajskiej. Dlatego żydzi polecają przepisywanie świętych tekstów soferowi, gdyż najmniejszy błąd lub kleks czyni święty tekst niekoszernym. Sofer używa do kreślenia wyłącznie prawdziwych gęsich piór specjalnie naciętych i wymodelowanych przy końcu.